# キナクリドン
キナクリドン (quinacridone) は、有機化合物。常温で赤色ないし紫色の固体であり、顔料として用いられる。類似した構造を持つ化合物は、総称してキナクリドン、キナクリドン類と言われる。

## キナクリドン類
キナクリドン類は鮮やかな色と耐候性を具えた性能の良い合成顔料であり、自動車の塗装などの工業用途に使われている。また、油絵具、アクリル絵具、水彩絵具などの絵画用途にも使われている。
典型的には赤から紫を呈し、その色相は共役環上のメチル基や塩素原子などの置換基だけでなく結晶構造によっても影響される。例えばPigment Violet 19のγ型結晶は鮮明な赤色で、耐候性があって耐水性も良い。β型結晶は帯青赤色（えび茶色）でやはり耐水性が高い。γ型もβ型もα型結晶よりも熱に安定である。
Pigment Violet 19以外に、Pigment Violet 42、Pigment Red 122、Pigment Red 202、Pigment Red 206、Pigment Red 207、Pigment Red 209、Pigment Orange 48、Pigment Orange 49などがある。